# Cystynuria
Cystynuria (ang. i łac. Cystinuria) – wrodzona, genetycznie uwarunkowana choroba metaboliczna o dziedziczeniu autosomalnym recesywnym, która charakteryzuje się wydalaniem zwiększonej ilości cystyny (a także określonych innych aminokwasów) z moczem oraz upośledzeniem absorpcji z przewodu pokarmowego.

## Historia
Cystynurię po raz pierwszy opisano w XIX wieku, a w roku 1908 Sir Archibald Edward Garrod włączył tę chorobę do opisanych przez siebie wrodzonych błędów metabolizmu (ang. inborn errors of metabolism).
W roku 1810, Wollaston odkrył odmienny rodzaj kamieni moczowych, które były zbudowane z heksagonalnych kryształów i były rozpuszczalne w ługach. Jednak błędnie przypuszczał, że powstają tylko w pęcherzu moczowym. Marcet, w1817, odkrył, że tego typu kamienie powstają także w nerkach.
Wkrótce potem w roku 1824, Strohmeyer stwierdził, że mocz chorych zawiera charakterystyczne heksagonalne kryształy, co do tej pory jest wykorzystywane w diagnostyce tej choroby. W roku 1947, wykazano, że choroba wiąże się z patologicznym wydalaniem aminokwasów z moczem. Dent i Rose, w roku 1955, stwierdzili, że przyczyną choroby jest zaburzenie w nerkowej reabsorpcji tych aminokwasów. To odkrycie zostało potwierdzone w 1961 przez Milne w zakresie jelitowego defektu transportu aminokwasów. Opisu modelu dziedziczenia cystynurii w 1955 r. dokonał Harris.

## Etiopatogeneza
U podłoża schorzenia leżą mutacje dwóch genów SLC3A1(chromosom 2, lokus 2p16.3-21) i SLC7A9 (chromosom 19, 19q12-13 ), które kodują dwa białka wchodzące w skład układu transportowego. Powoduje to defekt reabsorpcji w cewkach bliższych nerek i absorpcji w nabłonku jelita cienkiego, dotyczący aminokwasu cystyny, a także aminokwasów dwuzasadowych: lizyny, ornityny i argininy.
Cystyna jest wydalana z moczem w dużych ilościach, które 20-30 krotnie przekraczają normę. Przy zwykłym dla moczu pH cystyna jest słabo rozpuszczalna i przy stężeniu ≥300 mg/l dochodzi do wytrącania się w drogach moczowych (nerkach, moczowodach i pęcherzu moczowym) heksagonalnych kryształów. Z czasem tworzą się kamienie (złogi). Kamica moczowa cystynowa jest względnie rzadka i stanowi zaledwie ok. 1% wszystkich przypadków tej choroby. Ocenia się, że u 50% pacjentów z cystynurią dochodzi do rozwoju kamicy z czego w 75% obustronnej.
Częstość występowania oceniana jest na 1/7000-15 000 osób.

## Objawy
Dolegliwości mogą występować w każdym wieku, ale najczęściej po 20 roku życia. Objawy choroby to związane z kamicą moczową kolkowe bóle w pojawiające się w charakterystycznej lokalizacji, szczególnie przy "schodzeniu" złogów cystynowych. Mogą wystąpić także powikłania pod postacią krwiomoczu i zakażenia dróg moczowych.

## Badania diagnostyczne
Rozpoznanie opiera się na:
- badaniu składu chemicznego złogu
- stwierdzeniu obecności charakterystycznych kryształów cystyny w moczu
- stwierdzeniu wydalania cystyny z moczem
  - próba Branda (z nitroprusydkiem sodu) jest badaniem skryningowym i daje wynik dodatni u chorych wydalających > 75 mg cystyny/1 g kreatyniny[12]

## Leczenie
Celem terapii jest przeciwdziałanie krystalizacji cystyny w moczu i rozwoju kamicy moczowej.
Można to osiągnąć stosując dużą podaż płynów (do 4 litrów na dobę, także w nocy) co prowadzi do rozcieńczenia moczu i zwiększenie diurezy. Zalecana jest też dieta z ograniczeniem spożycia soli i białka (szczególnie zawierającego większe ilości cystyny i metioniny).
Stosowanie D-penicylaminy, tioproniny (niezarejestrowana w Polsce) i kaptoprilu ma na celu zmniejszenie stężenia cystyny w moczu oraz rozpuszczenia już powstałych złogów.
Istotne znaczenie ma alkalizacja moczu (utrzymywanie pH moczu na poziomie 7,5-8,0) przez podawanie chorym wodorowęglanu sodu lub cytrynianu potasu, przez co zwiększa się rozpuszczalność cystyny i zmniejsza ryzyko powstawania złogów.
W wypadku już istniejących kamieni nerkowych, niekiedy konieczne staje się ich usunięcie. Stosuje się litotrypsję pozaustrojową, litotrypsję przezskórną lub klasyczny zabieg operacyjny usuwania złogu z dróg moczowych.